# Міністерство юстиції (Албанія)
Міністерство юстиції (алб. Ministria e Drejtësisë) — департамент уряду Албанії, який відповідає за реалізацію державної політики у сфері правосуддя, правової системи Албанії в Конституції та загальному адміністративному праві, цивільному праві, процесуальному праві та кримінальному праві, а також питання, пов’язані з питаннями демократії, правами людини, питання інтеграції та меншин, а також за справи метрополії.
З 18 вересня 2021 року головою міністерства є Ульсі Манджа. 

## Історія
Міністерство юстиції було одним із перших міністерств, створених у незалежній Албанії 1912 року.
З 1968 по 1989 рік міністерство було ліквідовано.  Відомство було поновлено в рамках серії реформ під час падіння комуністичного режиму в Албанії. 

### Реорганізація
З часу заснування інституції, Міністерство юстиції зазнало кількох адміністративних змін у своїй організаційній структурі. Коли формувалася нова структура, вона часто об’єднувалася з міністерством, розширюючи таким чином свою роль, що згодом призводило до зміни назви міністерства. Якщо пізніше цей департамент виділився як окреме міністерство або був розпущений, міністерство поверталося до своєї початкової назви.  
- Міністерство юстиції (1912 – 1914)
- Міністерство юстиції та культури (1914)
- Міністерство юстиції (1914 – 1925)
- Міністерство фінансів і юстиції (1925)
- Міністерство юстиції (1925 – 1939)
- Міністр статс-секретаря юстиції (1939 – 1943)
- Міністерство юстиції (1943 – н.ч)

## Підвідомчі інститути
- Агентство з нагляду за банкрутством
- Агентство з обслуговування майна
- Державна адвокатура
- Головне управління пенітенціарних установ
- Головне управління виконавчого провадження
- Інститут судової медицини ім
- Албанський комітет з усиновлення
- Центр офіційних публікацій
- Служба пробації
- Центральний офіс реєстрації нерухомого майна
- Комісія з питань юстиції з питань державної допомоги

## Список міністрів (1912 – н.)
| №                                                                             | Ім'я                  | Термін            | Термін            |
| 1                                                                             | Петро Пога            | 4 грудня 1912     | 22 січня 1914     |
| 2                                                                             | Мифіт Лібохова        | 14 березня 1914   | 3 вересня 1914    |
| 3                                                                             | Салі Торо             | 5 жовтня 1914     | 27 січня 1916     |
| *                                                                             | Петро Пога            | 25 December 1918  | 29 January 1920   |
| 4                                                                             | Хокса Кадрі           | 30 January 1920   | 14 November 1920  |
| 5                                                                             | Джафер Юпі            | 15 November 1920  | 1 July 1921       |
| 6                                                                             | Дімітер Кацімбра      | 11 July 1921      | 16 October 1921   |
| 7                                                                             | Кочо Тасі             | 16 October 1921   | 6 December 1921   |
| –                                                                             | Хокса Кадрі           | 6 December 1921   | 12 December 1921  |
| 8                                                                             | Керім Чело            | 12 December 1921  | 24 December 1921  |
| 9                                                                             | Хісен Вріоні          | 24 December 1921  | 12 May 1923       |
| 10                                                                            | Міліто Тутулані       | 12 May 1923       | 25 February 1924  |
| –                                                                             | Мифіт Лібохова        | 3 March 1924      | 27 May 1924       |
| 11                                                                            | Бенедект Блінішті     | 30 May 1924       | 10 June 1924      |
| 12                                                                            | Ставро Вінау          | 16 June 1924      | 24 December 1924  |
| –                                                                             | Мифіт Лібохова        | 6 January 1925    | 31 January 1925   |
| –                                                                             | Петро Пога            | 1 February 1925   | 23 September 1925 |
| –                                                                             | Міліто Тутулані       | 28 September 1925 | 30 July 1926      |
| 13                                                                            | Йосіф Кеді            | 30 July 1926      | 10 February 1927  |
| –                                                                             | Петро Пога            | 12 February 1927  | 20 October 1927   |
| *                                                                             | Ilias Vrioni          | 24 October 1927   | 10 May 1928       |
| 14                                                                            | Hiqmet Delvina        | 11 May 1928       | 5 March 1930      |
| 15                                                                            | Vasil Avrami          | 6 March 1930      | 11 April 1931     |
| –                                                                             | Milto Tutulani        | 20 April 1931     | 7 December 1932   |
| –                                                                             | Vasil Avrami          | 17 January 1933   | 16 October 1935   |
| *                                                                             | Mehdi Frashëri        | 21 October 1935   | 7 November 1936   |
| 16                                                                            | Thoma Orologa         | 9 November 1936   | 12 April 1938     |
| 17                                                                            | Faik Shatku           | 31 May 1938       | 7 April 1939      |
| *                                                                             | Xhafer Ypi            | 21 October 1935   | 7 November 1936   |
| –                                                                             | Xhafer Ypi            | 21 April 1939     | 3 December 1941   |
| 18                                                                            | Hasan Dosti           | 3 December 1941   | 7 May 1942        |
| 19                                                                            | Mustafa Merlika-Kruja | 7 May 1942        | 4 January 1943    |
| 20                                                                            | Andon Kosmaçi         | 18 January 1943   | 11 February 1943  |
| *                                                                             | Javer Hurshiti        | 12 February 1943  | 28 April 1943     |
| –                                                                             | Andon Kosmaçi         | 11 May 1943       | 10 September 1943 |
| 21                                                                            | Rrok Kolaj            | 5 November 1943   | 16 June 1944      |
| *                                                                             | Manol Konomi          | 28 May 1944       | 23 October 1944   |
| *                                                                             | Eqrem Vlora           | 18 July 1944      | 28 August 1944    |
| –                                                                             | Rrok Kolaj            | 6 September 1944  | 25 October 1944   |
| 22                                                                            | Manol Konomi          | 23 October 1944   | 5 March 1951      |
| 23                                                                            | Bilbil Klosi          | 6 September 1951  | 13 September 1966 |
| Міністерство було ліквідовано 13 вересня 1966 року та поновлено 8 травня 1990 |                       |                   |                   |
| 24                                                                            | Enver Halili          | 8 May 1990        | 21 February 1991  |
| 25                                                                            | Dashamir Kore         | 22 February 1991  | 10 May 1991       |
| 26                                                                            | Fatmir Zaloshnja      | 11 May 1991       | 4 June 1991       |
| 27                                                                            | Shefqet Muçi          | 11 June 1991      | 6 December 1991   |
| 28                                                                            | Kudret Çela           | 18 December 1991  | 3 December 1994   |
| 29                                                                            | Hektor Frashëri       | 4 December 1994   | 10 July 1996      |
| 30                                                                            | Kristofor Peçi        | 11 July 1996      | 1 March 1997      |
| 31                                                                            | Spartak Ngjela        | 11 March 1997     | 24 July 1997      |
| 32                                                                            | Thimjo Kondi          | 25 July 1997      | 4 June 1999       |
| 33                                                                            | Ilir Panda            | 4 June 1999       | 8 July 2000       |
| 34                                                                            | Арбен Імамі           | 8 July 2000       | 6 September 2001  |
| 35                                                                            | Sokol Nako            | 6 September 2001  | 29 January 2002   |
| 36                                                                            | Spiro Peçi            | 22 February 2002  | 29 December 2003  |
| 37                                                                            | Fatmir Xhafaj         | 29 December 2003  | 10 September 2005 |
| 38                                                                            | Альдо Бумчі           | 11 вересня 2005   | 20 березня 2007   |
| 39                                                                            | Ilir Rusmali          | 20 March 2007     | 24 November 2007  |
| 40                                                                            | Енкелейд Алібеай      | 24 листопада 2007 | 17 вересня 2009   |
| 41                                                                            | Буяр Нішані           | 17 вересня 2009   | 21 квітня 2011    |
| 42                                                                            | Едуард Халімі         | 21 липня 2011     | 15 вересня 2013   |
| 43                                                                            | Насіп Начо            | 15 вересня 2013   | 9 листопада 2015  |
| 44                                                                            | Ілі Манджані          | 13 листопада 2015 | 31 січня 2017     |
| 45                                                                            | Петріт Васілі         | 3 лютого 2017     | 21 травня 2017    |
| 46                                                                            | Газмент Барді         | 22 травня 2017    | 17 серпня 2017    |
| 47                                                                            | Етільда Гьонай        | 13 вересня 2017   | 18 вересня 2021   |
| 48                                                                            | Ульсі Манджа          | 18 вересня 2021   | Дійсний           |